# Pällu (Saue)
Pour les articles homonymes, voir Pallu (homonymie).
Pällu est un village de la commune de Saue du comté de Harju en Estonie.
Au 31 décembre 2011, il compte 79 habitants.